# 多度郡
- 令制国一覧 > 南海道 > 讃岐国 > 多度郡
- 日本 > 四国地方 > 香川県 > 多度郡

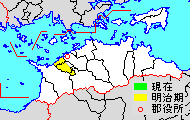
香川県多度郡の範囲

多度郡（たどぐん）は、香川県（讃岐国）にあった郡。

## 郡域
1878年（明治11年）に郡区町村編制法により（明治11年7月22日太政官布告第17号）行政区画として発足した当時の郡域は、現在の行政区画では概ね以下の区域に相当する。
- 善通寺市（金蔵寺町、原田町、木徳町、与北町、櫛梨町を除く）
- 仲多度郡多度津町（島嶼部を除く）

## 歴史

### 古代

#### 郷
葛原郷、三井郷、吉原郷、弘田郷、仲村郷、良田郷、生野郷から成る。各郷は以下の村々で構成された。
- 葛原郷 - 葛原（かずわら）、道福寺、南鴨、北鴨、堀江、新町
- 三井郷 - 三井（みい）、庄、青木（おおぎ）、多度津、東白方、西白方、奥白方
- 吉原郷 - 吉原、碑殿（ひどの）、山階（やましな）
- 弘田郷 - 弘田（全讃史に於いては、山階は弘田郷に属している。）
- 仲村郷 - 中村、善通寺
- 良田郷 - 上吉田、下吉田、稲木（いなぎ）
- 生野郷 - 生野（いかの）、大麻（おおさ）

#### 式内社
『延喜式』神名帳に記される郡内の式内社。
| 神名帳             | 神名帳     | 神名帳 | 神名帳           | 比定社                         | 比定社               | 比定社 | 集成 |
| 社名               | 読み       | 格     | 付記             | 社名                           | 所在地               | 備考   | 集成 |
| ------------------ | ---------- | ------ | ---------------- | ------------------------------ | -------------------- | ------ | ---- |
| 多度郡 2座（並小） |            |        |                  |                                |                      |        |      |
| 大麻神社           | オホアサノ | 小     |                  | 大麻神社                       | 香川県善通寺市大麻町 |        |      |
| 雲気神社           | クモケノ   | 小     |                  | （論）雲気神社                 | 香川県善通寺市弘田町 |        |      |
| 雲気神社           | クモケノ   | 小     | （論）雲気八幡宮 | 香川県仲多度郡まんのう町西高篠 |                      |        |      |
| 雲気神社           | クモケノ   | 小     | （論）金刀比羅宮 | 香川県仲多度郡琴平町           |                      |        |      |
| 凡例を表示         |            |        |                  |                                |                      |        |      |

### 近代
- 「旧高旧領取調帳」に記載されている明治初年時点での支配は以下の通り。（24村）
  - 丸亀藩（9村） - 大麻村、生野村、善通寺村、上吉田村、稲木村、下吉田村、中村、弘田村、吉原村
  - 多度津藩（15村） - 碑殿村、奥白方村、西白方村、東白方村、多度津村、新町村、堀江村、北鴨村、南鴨村、葛原村、道福寺村、三井村、山階村、青木村、庄村
- 1871年（明治4年）
  - 2月5日 - 多度津藩が廃藩となり、領地が倉敷県の管轄となる。
  - 8月29日 - 廃藩置県により、藩領が丸亀県の管轄となる。
  - 10月5日 - 倉敷県の管轄地域が丸亀県に移管。
  - 11月15日 - 第1次府県統合により香川県（第1次）の管轄となる。
- 1873年（明治6年）2月20日 - 名東県の管轄となる。
- 1875年（明治8年）9月5日 - 香川県（第2次）の管轄となる。
- 1876年（明治9年）8月21日 - 第2次府県統合により愛媛県の管轄となる。
- 1878年（明治11年）12月16日 - 郡区町村編制法の愛媛県での施行により、行政区画としての多度郡が発足。「仲多度郡役所」が那珂郡丸亀に設置され、那珂郡とともに管轄。
- 1879年（明治12年）2月 - 府県会規則による初の選挙が行われる。当時(旧愛媛県)の議員数は67名中、那珂郡6名、多度郡1名[2]。
- 1882年（明治15年） - 麦稈真田を初めて製作[3]。
- 1884年（明治17年）7月 - 善通寺村で火災。8月には弘田村、中村及び下吉田村で火災。[4]
- 1885年（明治18年）1月15日 - 愛媛県布達により74役場(那珂郡50役場、多度郡24役場)が32役場(那珂郡23役場、多度郡9役場)となる[5]。
- 1888年（明治21年）12月3日 - 香川県（第3次）の管轄となる。

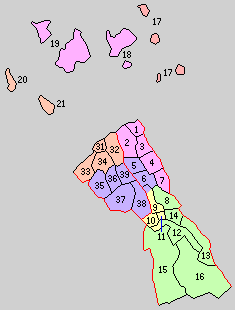
31.多度津町 32.豊原村 33.白方村 34.四箇村 35.吉原村 36.筆岡村 37.善通寺村 38.麻野村 39.吉田村（紫：善通寺市 橙：多度津町。1 - 21は那珂郡）

- 1890年（明治23年）2月15日 - 町村制の香川県での施行により以下の町村が発足。（1町8村）
  - 多度津町 ← 多度津村、新町村（現・仲多度郡多度津町）
  - 豊原村 ← 南鴨村、北鴨村、堀江村、道福寺村、葛原村（現・仲多度郡多度津町）
  - 白方村 ← 西白方村、東白方村、奥白方村（現・仲多度郡多度津町）
  - 四箇村 ← 山階村、庄村、三井村、青木村（現・仲多度郡多度津町）
  - 吉原村 ← 吉原村、碑殿村（現・善通寺市）
  - 筆岡村 ← 中村、弘田村（現・善通寺市）
  - 善通寺村（単独村制。（現・善通寺市）
  - 麻野村 ← 大麻村、生野村（現・善通寺市）
  - 吉田村 ← 上吉田村、下吉田村、稲木村（現・善通寺市）
- 1899年（明治32年）4月1日 - 郡制の施行により那珂郡・多度郡の区域をもって仲多度郡が発足。同日多度郡廃止。

## 出身有名人
- 錦部刀良

## 行政
愛媛県那珂・多度郡長
| 代 | 氏名 | 就任年月日                 | 退任年月日                | 備考         |
| -- | ---- | -------------------------- | ------------------------- | ------------ |
| 1  |      | 明治11年（1878年）12月16日 |                           |              |
|    |      |                            | 明治21年（1888年）12月2日 | 香川県に移管 |

香川県那珂・多度郡長
| 代 | 氏名 | 就任年月日                | 退任年月日                | 備考                                   |
| -- | ---- | ------------------------- | ------------------------- | -------------------------------------- |
| 1  |      | 明治21年（1888年）12月3日 |                           |                                        |
|    |      |                           | 明治32年（1899年）3月31日 | 那珂郡の大部分との合併により多度郡廃止 |